# Episodi di Lucy Show (sesta stagione)
La sesta stagione della serie televisiva Lucy Show (The Lucy Show) è andata in onda negli Stati Uniti dall'11 settembre 1967 all'11 marzo 1968 sulla CBS.
| nº | Titolo originale                      | Prima TV USA      | Titolo italiano | Prima TV Italia |
| -- | ------------------------------------- | ----------------- | --------------- | --------------- |
| 1  | Lucy Meets the Berles                 | 11 settembre 1967 |                 |                 |
| 2  | Lucy Gets Trapped                     | 18 settembre 1967 |                 |                 |
| 3  | Lucy and the French Movie Star        | 25 settembre 1967 |                 |                 |
| 4  | Lucy, the Starmaker                   | 2 ottobre 1967    |                 |                 |
| 5  | Lucy Gets Her Diploma                 | 9 ottobre 1967    |                 |                 |
| 6  | Lucy and Jack Benny's Account         | 16 ottobre 1967   |                 |                 |
| 7  | Little Old Lucy                       | 23 ottobre 1967   |                 |                 |
| 8  | Lucy and Robert Goulet                | 30 ottobre 1967   |                 |                 |
| 9  | Lucy Gets Mooney Fired                | 6 novembre 1967   |                 |                 |
| 10 | Lucy's Mystery Guest                  | 13 novembre 1967  |                 |                 |
| 11 | Lucy, the Philanthropist              | 20 novembre 1967  |                 |                 |
| 12 | Lucy Sues Mooney                      | 27 novembre 1967  |                 |                 |
| 13 | Lucy and the Pool Hustler             | 4 dicembre 1967   |                 |                 |
| 14 | Lucy and Carol Burnett (1)            | 11 dicembre 1967  |                 |                 |
| 15 | Lucy and Carol Burnett (2)            | 18 dicembre 1967  |                 |                 |
| 16 | Lucy and Viv Reminisce                | 1º gennaio 1968   |                 |                 |
| 17 | Lucy Gets Involved                    | 15 gennaio 1968   |                 |                 |
| 18 | Mooney's Other Wife                   | 22 gennaio 1968   |                 |                 |
| 19 | Lucy and the Stolen Stole             | 29 gennaio 1968   |                 |                 |
| 20 | Lucy and Phil Harris                  | 5 febbraio 1968   |                 |                 |
| 21 | Lucy Helps Ken Barry                  | 19 febbraio 1968  |                 |                 |
| 22 | Lucy and the Lost Star                | 26 febbraio 1968  |                 |                 |
| 23 | Lucy and Sid Caesar                   | 4 marzo 1968      |                 |                 |
| 24 | Lucy and "The Boss of the Year" Award | 11 marzo 1968     |                 |                 |

## Lucy Meets the Berles
- Prima televisiva: 11 settembre 1967

### Trama
- Guest star: Ruth Berle (se stessa), Milton Berle (se stesso), Ruta Lee (se stessa), Mary Jane Croft (Mary Jane Lewis)

## Lucy Gets Trapped
- Prima televisiva: 18 settembre 1967

### Trama
- Guest star: Mary Jane Croft (Mary Jane Lewis), Roy Roberts (Mr. Cheever), William Lanteau (Floorwalker), Joan Swift (Laurie), Bartlett Robinson (Mr. Wilkins)

## Lucy and the French Movie Star
- Prima televisiva: 25 settembre 1967

### Trama
- Guest star: Jacques Bergerac (Jacques DuPre), Roy Roberts (Mr. Cheever)

## Lucy, the Starmaker
- Prima televisiva: 2 ottobre 1967

### Trama
- Guest star: Mary Jane Croft (Mary Jane Lewis), Roy Roberts (Mr. Cheever), Frankie Avalon (Thomas Cheever), Lew Parker (Mr. Penrose)

## Lucy Gets Her Diploma
- Prima televisiva: 9 ottobre 1967

### Trama
- Guest star: Sean Morgan (Johnny), Robert Pine (Steve Josephs), Lucie Arnaz (Patty Martin), George E. Carey (principale), Dave Willock (Math Teacher), Philip Vandervort (Alan), Doris Singleton (Doris), Donald Randolph (History Teacher), Barbara Babcock (English Teacher)

## Lucy and Jack Benny's Account
- Prima televisiva: 16 ottobre 1967

### Trama
- Guest star: Jack Benny (se stesso), Roy Roberts (Mr. Cheever)

## Little Old Lucy
- Prima televisiva: 23 ottobre 1967

### Trama
- Guest star: Mary Jane Croft (Mary Jane Lewis), Dennis Day (Cornelius Heatherington, Jr.), Roy Roberts (Mr. Cheever)

## Lucy and Robert Goulet
- Prima televisiva: 30 ottobre 1967

### Trama
- Guest star: Robert Goulet (se stesso (AKA: Chuck Willis / Arthur Finster), Mary Wickes (Miss Hurlow), Vanda Barra (cameriera), Sid Gould (messaggero), Lucie Arnaz (Dot)

## Lucy Gets Mooney Fired
- Prima televisiva: 6 novembre 1967

### Trama
- Guest star: Irwin Charone (Henry), Joan Swift (Joan Cosgrove)

## Lucy's Mystery Guest
- Prima televisiva: 13 novembre 1967

### Trama
- Guest star: Mary Wickes (zia Agatha)

## Lucy, the Philanthropist
- Prima televisiva: 20 novembre 1967

### Trama
- Guest star: Frank McHugh (Charles Snowden)

## Lucy Sues Mooney
- Prima televisiva: 27 novembre 1967

### Trama
- Guest star: Jack Carter (Willy Wiley), Parley Baer (giudice), Lew Parker (Garfield), Irwin Charone (ufficiale pubblico)

## Lucy and the Pool Hustler
- Prima televisiva: 4 dicembre 1967

### Trama
- Guest star: Vanda Barra (Vanda Wilson), Joan Swift (Joan), Herbie Faye (Danny), Remo Pisani (Andy), Dick Shawn (Ace/Laura Winthrop)

## Lucy and Carol Burnett
- Prima televisiva: 11 dicembre 1967

### Trama
- Guest star: Rhodes Reason (Brennan), Eric Mason (Passenger Agent), Buddy Rogers (se stesso), Kasey Rogers (Miss Cavanaugh), Richard Arlen (se stesso)

## Lucy and Carol Burnett
- Prima televisiva: 18 dicembre 1967

### Trama
- Guest star: Buddy Rogers (se stesso), Richard Arlen (se stesso)

## Lucy and Viv Reminisce
- Prima televisiva: 1º gennaio 1968

### Trama
- Guest star: Vivian Vance (Viv Bunson)

## Lucy Gets Involved
- Prima televisiva: 15 gennaio 1968

### Trama
- Guest star: Irwin Charone (Man in car), Vanda Barra (Woman in car), Philip Vandervort (Tommy Watkins), Jackie Coogan (Burton)

## Mooney's Other Wife
- Prima televisiva: 22 gennaio 1968

### Trama
- Guest star: Edie Adams (Nanette Johnson), Roy Roberts (Mr. Cheever)

## Lucy and the Stolen Stole
- Prima televisiva: 29 gennaio 1968

### Trama
- Guest star: John Harmon (Frankie), Buddy Hackett (Harry Barton), Ray Kellogg (ufficiale), John J. Fox (ufficiale Shapiro)

## Lucy and Phil Harris
- Prima televisiva: 5 febbraio 1968

### Trama
- Guest star: Lew Parker (Jack Murray), Vanda Barra (cameriera), Phil Harris (Phil Stanley), Gerald Mohr (Ruby), Kasey Rogers (Miss Carroll)

## Lucy Helps Ken Barry
- Prima televisiva: 19 febbraio 1968

### Trama
- Guest star: Ken Berry (se stesso), Ralph Story (se stesso)

## Lucy and the Lost Star
- Prima televisiva: 26 febbraio 1968

### Trama
- Guest star: Lew Parker (agente), Joan Crawford (se stessa), Vivian Vance (Viv Bunson)

## Lucy and Sid Caesar
- Prima televisiva: 4 marzo 1968

### Trama
- Guest star: Sid Caesar (se stesso), Jack Collins (Rocky), Irwin Charone (uff. sicurezza), Carole Cook (Gladys)

## Lucy and "The Boss of the Year" Award
- Prima televisiva: 11 marzo 1968

### Trama
- Guest star: Gary Morton (Emcee), Jack Collins (intrattenitore)